# Odontomera limbata
Odontomera limbata is een vliegensoort uit de familie van de Richardiidae. De wetenschappelijke naam van de soort is voor het eerst geldig gepubliceerd in 1958 door Steyskal.